# 安田匡裕
安田 匡裕（やすだ まさひろ、1943年11月14日 - 2009年3月8日）は、日本の映画やCMのプロデューサー・ディレクター。兵庫県香住町出身。

## 経歴
明治大学卒業後に電通映画社に入社、ディレクターとして多くのテレビコマーシャルの企画・演出に携わる（レナウン「シンプルライフ」高倉健出演他）。
同社退社後、CFプロデューサー檀太郎と1984年に株式会社スケールを設立する。
1987年にテレビコマーシャルの制作を中心とする制作プロダクション、株式会社エンジンフイルムを設立する。
設立後、現役の演出家としてテレビコマーシャルの制作に関わる一方で、映画のプロデュースにも意欲を示し、親交のあった相米慎二監督の『東京上空いらっしゃいませ』で初の企画、プロデュースを果たす。
以降、相米監督作品『お引越し』、『夏の庭 The Friends』をプロデュースし、映画の製作に本格的に携わりだす。
1999年には是枝裕和監督作品『ワンダフルライフ』をプロデュースし、続いて『誰も知らない』、『歩いても 歩いても』など、『空気人形』に至るまでの是枝監督作品の企画・製作者として欠かせない存在となる。
また、西川美和監督のデビュー作『蛇イチゴ』をプロデュース、以後『ゆれる』、『ディア・ドクター』を企画・製作し、映画監督としての西川監督の成長を支援する。
これまで企画・製作で関わった映画は24作品。 なお2009年、『歩いても 歩いても』の製作に対し、第28回藤本賞特別賞を、『ディア・ドクター』企画に対し、日本映画製作者協会 (協同組合)主催の新藤兼人賞SARVH賞2009（年間最優秀プロデューサー賞）を受賞する。
2009年3月に脳梗塞による急性心筋梗塞のため死去（享年65）。

## 人物
- 師匠にはテレビCFの青春時代を築いたディレクターである松尾真吾（レナウン「イエイエ」他）。

- 松尾氏のCFに込められた「いつもよい日は明日」とのメッセージの影響は、後年映画製作に携わった時の「ラストは希望」という企画の信念に通底している。

- 同僚や後輩に、川崎徹、関谷宗介、弟子に本田昌広、左近充秀一、黒田秀樹などのディレクターがいる。

## 受賞
歩いても 歩いても
- 第28回藤本賞・特別賞

ディア・ドクター
- 2009年度日本映画製作者協会SARVH賞（年間最優秀プロデューサー賞）

## 作品

### 映画
- 東京上空いらっしゃいませ　 プロデューサー（1990年）
- お引越し　 製作（1993年）
- 夏の庭 The Friends　 製作（1994年）
- 四姉妹物語　 製作（1995年）
- MISTY　（1997年）
- ワンダフルライフ　（1999年）
- ホワイトアウト　（2000年）
- はつ恋　製作（2000年）
- ekiden 駅伝　製作（2000年）
- 好き　（2000年）
- DISTANCE　（2001年）
- Quartet カルテット　製作（2001年）
- ココニイルコト　製作（2001年）
- カクト　企画（2002年）
- ソウル　（2002年）
- 卒業　（2002年）
- 蛇イチゴ　製作（2003年）
- ジャンプ　製作（2003年）
- 深呼吸の必要　 製作（2004年）
- 雨よりせつなく　製作（2004年）
- 誰も知らない　企画（2004年）
- 亡国のイージス　（2005年）
- 花よりもなほ　企画（2006年）
- ゆれる　企画（2006年）
- 地下鉄（メトロ）に乗って　（2006年）
- 幸福な食卓　（2007年）
- 鳳凰 わが愛　（2007年）
- 伝染歌　（2007年）
- 歩いても 歩いても　 企画（2007年）
- ディア・ドクター　 企画・製作（2009年）
- 空気人形　 企画（2009年）
- おにいちゃんのハナビ　 企画（2010年）